# Kelliella miliaris
Kelliella miliaris är en musselart som först beskrevs av Philippi 1844.  I den svenska databasen Dyntaxa används istället namnet Kelliella abyssicola. Kelliella miliaris ingår i släktet Kelliella och familjen Kelliellidae. Arten är reproducerande i Sverige. Inga underarter finns listade i Catalogue of Life.